# Lolo Bugaslau
Der Lolo Bugaslau (kurz Bugaslau) ist ein osttimoresischer Berg im Verwaltungsamt Bobonaro (Gemeinde Bobonaro). Er hat eine Höhe von 920 m und liegt im Westen des Sucos Tebabui, an der Grenze zwischen den Aldeias Atupae und Bugas. Er ist der Mittlere von drei Gipfeln, die im Zentrum des Sucos Tebabui liegen. Westlich befindet sich der Lolo Tebabui (894 m), östlich der Lolo Gilete (951 m). Südlich fließt der Babalai, ein Nebenfluss des Marobo.